# Krążowniki lekkie typu Alberto di Giussano
Krążowniki lekkie typu Alberto di Giussano (skrótowo nazywane również typem di Giussano) – włoskie krążowniki lekkie, zbudowane w latach 1928–1932. Wszystkie cztery okręty typu uczestniczyły w działaniach II wojny światowej i zostały podczas niej zatopione.

## Historia projektu
Projekt okrętów typu di Giussano, pierwszych nowoczesnych krążowników wybudowanych dla Regia Marina w dwudziestoleciu międzywojennym, powstał pod koniec lat 20. jako odpowiedź na budowę przez Francję dużych niszczycieli typów Jaguar i Guépard. Włoskie jednostki miały górować nad niszczycielami Marine nationale uzbrojeniem i prędkością, będąc również szybsze od francuskich krążowników lekkich typu Duguay-Trouin. Planowano budowę sześciu nowych okrętów, jednak dwie jednostki padły ofiarą oszczędności budżetowych.
Stępki pod cztery okręty, klasyfikowane początkowo jako „zwiadowcy” (wł. esploratori) położono w 1928 roku w stoczniach koncernu Ansaldo w Sestri Ponente koło Genui (trzy jednostki) i Cantiere navale di Castellammare di Stabia w pobliżu Neapolu (czwarty okręt). Po podpisaniu w 1930 roku traktatu londyńskiego, jednostki typu di Giussano zaczęto, zgodnie z jego literą, określać jako krążowniki lekkie. Trzy jednostki typu weszły do służby w 1931 roku, czwarta w roku następnym. Wszystkie otrzymały nazwy pochodzące od nazwisk słynnych włoskich kondotierów, stąd zaczęto je określać mianem Condottieri, które rozciągnięto później na kolejne typy włoskich lekkich krążowników. Należy pamiętać, że zwyczajowo w marynarce włoskiej, także oficjalnie, używano skróconych nazw okrętów.

## Opis konstrukcji
Krążowniki typu di Giussano miały stalowy, nitowany kadłub, podzielony na 16 przedziałów wodoszczelnych, z prostą dziobnicą i gruszką dziobową poniżej linii wodnej oraz zaokrągloną rufą. Na pokładzie dziobowym zainstalowana była stała katapulta dla wodnosamolotów pokładowych, których hangar znajdował się pod pomostem bojowym. Nad hangarem znajdowały się na kolejnych kondygnacjach opancerzone stanowisko dowodzenia, dalocelownik oraz sterówka i kabina nawigacyjna. Powyżej znajdowały się dalmierze, reflektory i antena radionamiernika. Zbudowany w Castellammare di Stabia „Giovanni delle Bande Nere” miał dodatkową kondygnację, mieszczącą mostek admiralski.
Napęd okrętów stanowiły dwa zespoły turbin parowych typu Beluzzo (na każdy składała się turbina wysokiego i turbina niskiego ciśnienia), zasilane w parę przez sześć kotłów wodnorurkowych typu Yarrow-Ansaldo. Turbiny poprzez zębate przekładnie redukcyjne napędzały dwie śruby. Łączna moc siłowni wynosiła 95 000 KM i zapewniała prędkość maksymalną 37 węzłów w warunkach eksploatacyjnych (na próbach okręty przekraczały 38 węzłów). Urządzenia napędowe umieszczone były w dwóch kotłowniach i dwóch maszynowniach umieszczonych naprzemiennie. Spaliny z kotłów odprowadzane były przez dwa kominy usytuowane na śródokręciu. Energię elektryczną zapewniały turbogeneratory parowe, zasilane przez dwa kotły pomocnicze typu Yarrow. Okręty wyposażone były w pojedynczy ster.
Projektanci okrętów położyli nacisk na uzyskanie jak największych prędkości, rezygnując przy tym z grubszego opancerzenia. W efekcie maksymalna grubość płyt pancernych osłaniających najważniejsze części jednostek nie przekraczała 24 mm, zaś ogólna masa pancerza wynosiła 531,8 tony.
Krążowniki typu di Giussano były uzbrojone w osiem armat Ansaldo Model 1926 kal. 152 mm, umieszczonych w czterech dwudziałowych wieżach artyleryjskich, po dwie na dziobie i rufie okrętu w superpozycji. Artylerię średniego kalibru stanowiło trzy zdwojone armaty uniwersalne OTO Model 1927 kal. 100 mm, ustawione na śródokręciu przy burtach za kominem przednim oraz w osi symetrii okrętu przed tylnym kominem. Artyleria przeciwlotnicza składała się z dwóch działek Vickers-Terni Model 1915 kal. 40 mm (zastąpionych w trakcie eksploatacji przez cztery podwójne działka Breda Model 1935 kal. 20 mm) oraz ośmiu wielkokalibrowych karabinów maszynowych Breda Model 1931 kal. 13,2 mm. Okręty posiadały dwie podwójne wyrzutnie torped kal. 533 mm na śródokręciu po bokach tylnego komina oraz zdejmowane tory minowe, mieszczące od 157 do 169 min morskich (w zależności od typu) o łącznej masie 111 ton. Uzbrojenie uzupełniały dwa miotacze a od 1940 roku także dwie zrzutnie bomb głębinowych.
Początkowo krążowniki miały na wyposażeniu jednomiejscowe łodzie latające CANT 25 AR, zastąpione następnie przez dwumiejscowe wodnosamoloty IMAM Ro.43. Umieszczenie katapulty na pokładzie dziobowym okazało się w trakcie eksploatacji okrętów niezbyt praktyczne, przy złym stanie morza niemożliwe było korzystanie z rozpoznania lotniczego.

## Okręty
- „Alberto di Giussano” – położenie stępki 29 marca 1928, wodowanie 27 kwietnia 1930, w służbie od 5 lutego 1931). Podczas drugiej wojny światowej brał udział w bitwie koło przylądka Stilo (9 lipca 1940 roku) a później uczestniczył w operacjach minowych i eskortowaniu konwojów do Libii. Zatonął 13 grudnia 1941 roku w bitwie koło przylądka Bon, po ostrzelaniu i storpedowaniu przez niszczyciele HMS „Sikh”, HMS „Legion”(inne języki) i holenderski „Isaac Sweers”.
- „Alberico da Barbiano”(inne języki) – położenie stępki 16 kwietnia 1928, wodowanie 23 sierpnia 1930, wejście do służby 9 czerwca 1931. Brał udział w bitwie koło przylądka Stilo, operacjach minowania wód wokół Pantellerii, zaś od marca do początku grudnia 1941 roku pełnił funkcję okrętu szkolnego. Zatonął wraz z „Alberto di Giussano” w bitwie koło przylądka Bon, storpedowany przez niszczyciele HMS „Maori”, HMS „Sikh” i HMS „Legion”.
- „Bartolomeo Colleoni” – położenie stępki 21 czerwca 1928, wodowanie 21 grudnia 1930, w służbie od 10 lutego 1932. Podczas wojny domowej w Hiszpanii stacjonował przez kilka miesięcy 1936 roku w Barcelonie, ochraniając obywateli włoskich. Od grudnia 1938 roku przebywał na Dalekim Wschodzie, reprezentując włoskie interesy w czasie wojny chińsko-japońskiej. Po wybuchu II wojny światowej został odwołany do Europy. 19 lipca 1940 roku wziął udział w bitwie koło przylądka Spatha, podczas której został zatopiony przez krążownik lekki HMAS „Sydney” i niszczyciele HMS „Hyperion” i HMS „Ilex”.
- „Giovanni delle Bande Nere”(inne języki) – położenie stępki 31 października 1928, wodowanie 27 kwietnia 1930, wejście do służby 27 kwietnia 1931. Jako jedyny został zbudowany w stoczni Cantiere navale di Castellammare di Stabia(inne języki) i wyróżniał się nieco odmienną sylwetką. Wraz z „Bartolomeo Colleoni” brał udział w bitwie koło przylądka Spatha, gdzie został dwukrotnie trafiony, tracąc ośmiu zabitych. Później brał udział w operacjach eskortowych oraz minowych. 22 marca 1942 roku wchodził w skład sił włoskich w II bitwie pod Syrtą. Następnego dnia, w silnym sztormie, odniósł poważne uszkodzenia. Płynąc na remont do La Spezia został 1 kwietnia 1942 roku storpedowany przez okręt podwodny HMS „Urge” i zatonął na południowy wschód od wyspy Stromboli.